# 佛土
佛國土（意爲“佛陀-什刹”），又作佛国、佛国土、佛界、佛刹。为佛教术语。指佛所住的位处，或佛教化的国土。

## 词义
梵语本意是田、土、国土，音译爲什刹（现北京有什刹海，即依此而来）、掣多羅、差多羅、紇差怛羅、剎摩、什刹多罗等。佛刹（应读chà，但普通话音多爲shà）是“佛的国土”的意思，可以指三千大千世界，是一方佛教化之世界；因佛寺被视为佛的国土，故也可以指代佛寺或道场，如“海天佛国”普陀山。
另外，释迦牟尼佛在古印度成道和弘法，中國僧人如玄奘，法顯等前往印度（时称“天竺”）取經，亦将天竺称呼爲佛土、佛國、淨土。
而在日語和韓語中，佛國除有「佛的國土」之意外，也指法國，因“佛”作为“f-”的音译，汉语和越南語裏则用“法”字音译。

## 概述
佛土包括净土与秽土。净土是依照佛的愿力转秽成净，将世界变为弥满法乐之国，犹如天堂，但比天堂庄严之甚多，一般而言没有三恶道，没有杀生、淫秽等恶业，光明与七宝楼宇充遍，佛、菩萨、阿罗汉圣人在其中专心修道。而秽土则是凡夫居住的世界，有造恶众生，有三恶道，圣凡同居，如我们的娑婆世界就是秽土，既有吾等凡夫，也有释迦牟尼佛等圣人。
上座部的说一切有部主张佛土只指释迦牟尼佛诞生的娑婆世界。後来佛身演变成真如之理体为法身，歷史上存在的佛陀的“肉身”則为应身、化身等。故因应化身观，而有“真佛土”、“应佛土”之说。佛土因佛身的解释不同，遂有二种、三种、五种等说。在大乘經典《法華經》中，記載了弟子曾問釋迦牟尼佛：“我們的佛土為什麼是穢土，而他方世界的佛國是淨土？”釋迦佛遂以神力變現，將四周化爲莊嚴淨土，以此開示真佛土之所在。在《悲華經》中記載，釋迦牟尼佛的前世寶海梵志見諸行者發願在淨土成佛，而在佛前發願未來世要在穢土世界成佛，度化減劫之中的苦厄眾生，當即得到佛陀的授記將在娑婆世界穢土成為釋迦牟尼佛。

### 四土
天台宗立四種佛土：
1. 凡聖同居土：人、天、凡夫及聲聞緣覺等聖者同居之國土，分淨土、穢土二種。
2. 方便有餘土：斷見思煩惱，證得空性，出離三界生死之聖者所生之國土，有聲聞、緣覺，亦有菩薩。
3. 實報莊嚴土（實報無障礙土）：證得空性、中道之聖者所居果報國土，只有菩薩，無聲聞、緣覺、凡夫。
4. 常寂光土：佛陀法身所住國土。

## 淨土

### 淨土宗
依照佛经的描述，在淨土，並沒有三惡道與諸惡業，處處在在莊嚴無染，都是修行的增上緣。佛国随处都是象征佛陀智慧慈悲的大光明，楼阁亭台，七宝所成，黄金、琉璃等宝物铺地，宝树中放出法樂，饮食一念即可化现，天上有神鸟随时放出法乐、法语，这些都是佛陀的神力所变现的景象，处处爲修行服务，故净土是修行的好去處。按佛陀的本願，發願往生淨土、滿足條件者皆能得到迎接往生，如阿彌陀佛的極樂世界即是十分著名的淨土世界，漢傳佛教的淨土宗就是依照阿彌陀佛的淨土思想而得以建立。

### 著名淨土
大乘佛教中著名的淨土有：
- 阿弥陀如来的極樂淨土，位於我們世界的西方，故也稱西方淨土、西天
- 大日如来（毗盧遮那佛）的密嚴世界
  - 盧舍那如来的蓮華藏世界，或爲大日如來密嚴國土之異名
- 阿閦如来的妙喜世界，位於我們世界的東方，故也稱東方淨土，又譯為善快世界、妙樂世界、阿比羅提、阿維羅提、阿毘羅提、阿毗羅提等
- 藥師如来的淨琉璃世界，也位於我們世界的東方，故也稱東方淨土，又譯為琉璃光世界、琉璃世界等
- 釋迦如來的無勝荘厳国、靈山浄土，佛經載釋迦佛入滅後將常住印度靈鷲山，有緣的真修行人若去此處仍可一睹真容
- 彌勒菩薩的兜率宮小淨土，彌勒菩薩下一世即可成佛爲彌勒佛，如今住在我們世界天界的兜率陀天內院，將內院轉爲小淨土，如同佛陀淨土一樣莊嚴

## 穢土
穢土是凡夫所居的國土。因為凡夫惡業深重，由共業故形成污穢、煩惱的報土。其所以稱爲“穢”，按照《維摩詰經》的說法是“此土其地高下，丘陵、坑坎、毒刺、沙礫、土石、諸山、穢惡充滿。”（大地，高低起伏，充滿荊棘、深坑、大山、高峰、洪溝、糞便和汙穢不淨。）但同時說“依佛智慧則能見此佛土清淨”，說明穢土和淨土並非絕對分別的，依佛智慧可以轉穢成淨，這也是人間淨土的思想來源之一。